# 神探亨特
《神探亨特》（英語：Hunter）是美国NBC电视台1980年代推出的警匪电视剧。開播後幾年由香港亞洲電視引進於英文台播出，名為《神探奪命鎗》。1980年代后期由上海电视台引进译制在《海外影视》节目播出。
剧集的男主人公瑞克·亨特警官（弗雷德·德雷尔）是洛杉矶警察局一名经验老道、体型健硕而且经常不守规矩的凶杀案警探（他在前几季中的警徽号是089，之后变为378）。该剧的前6季中，亨特的搭档迪迪·麦考尔警官由斯蒂芬尼·克雷默扮演。